# Luitgard de Stade
Luitgard de Stade ou Luitgard de Salzwedel, (assassinée en 1152) reine de Danemark, est l'épouse du roi Éric III de Danemark.

## Biographie
Luitgard est la fille de Rodolphe Ier de Stade et Dithmarse (mort en 1124), margrave de la Marche du Nord et de Richardis, comtesse de Sponheim-Lavanttal. Son père réside à Salzwedel. La grand père paternel de  Luitgard est le margrave Lothaire-Udo II de la lignée dite des Udonides (allemand : Udonen). Après la mort de son père, elle vit dans les États de sa mère près de Jerichow. Elle épouse son oncle Frédéric II de Sommerschenbourg (c. 1095 – mort le 1er mai 1162), comte palatin de Saxe sous le nom de Frédéric VI depuis 1120. Ils ont quatre enfants mais ils sont contraints de divorcer en 1142 du fait de leur degré de parenté prohibé par l’église.

## Unions et postérité
Elle épouse donc successivement:
1) Frédéric VI de Sommerschenbourg comte palatin de Saxe  dont elle divorce en 1142 :
- Albert (Adalbert), Comte Palatin de Sommerschenbourg (ca. 1130–15 janvier ou 17 mars 1179),
- Adelheide IV (morte le 1er mai 1184), Princesse-Abbesse de l'Abbaye de Gandersheim (1152/53–1184) et l'Abbaye de Quedlinbourg (1161–1184),
- Sophie (mort en 1189/1190), épouse (1) le comte Henri Ier de Wettin (27 février 1142 – 30 août 1181), frère de la reine consort du royaume de Danemark  Adélaide de Wettin et fils du  Margrave de Misnie Conrad Ier le Pieux ; (2)  le Landgrave Hermann Ier de Thuringe,
- Dietrich, Comte Palatin de Sommerschenbourg, régent de son neveu le comte Henri II de Wettin, fils de  Sophie et Henri Ier de Wettin ;

2) en 1144 le roi Éric III de Danemark (mort en 1146), sans postérité ;
3) en  1148  le comte Hermann II de Winzenbourg avec qui elle meurt assassinée en 1152 dont :
- une fille (1149 – morte avant 1204), qui épouse :
  1. Comte Henri III de Schwarzburg (de) (mort le 26 juillet 1184),
  2. Comte Ulrich Ier de Wettin (mort le 28 septembre 1206), fils de Henri Ier de Wettin,
- une autre fille anonyme (née en 1150), qui épouse  c. 1166 Buris Henriksen, duc de Jutland du Sud, et petit-neveu du roi Eric Ier de Danemark,
- Hedwige (née en 1151), qui assume la prévôté  de l'abbaye de Gandersheim.